# Шевченковский национальный заповедник
Шевченковский национальный заповедник — первый на Украине историко-культурный заповедник который был удостоен статуса национального. Расположен в 4 км южнее центра Канева. Общая площадь заповедника составляет 45 га, тогда как площадь соседствующего Каневского природного заповедника — 2027 га. В состав заповедника входят восемь памятников культурного наследия. Заповедник так же включает музей.
При заповеднике действует научная библиотека с 23 тысячами экземпляров. В заповеднике организуются научные конференции с участием известных деятелей науки и культуры, а также проводятся международные фестивали, конкурсы.

## История
Новейшая история Чернечей горы в городе Каневе началась 22 мая 1861 года, после того как здесь был похоронен Тарас Шевченко. После захоронения Чернечая гора была переименована в Тарасову гору. Летом 1884 года на Тарасовой горе за деньги от пожертвований построили первый народный музей Кобзаря — «Тарасову горницу», привели в порядок его могилу, установили монументальный чугунный памятник-крест по проекту академика архитектуры Виктора Сычугова. С 10 июня 1918 года по указу Совета Министров Украинского Государства могила Тараса Шевченко была признана национальной собственностью.
Заповедник был создан в августе 1925 года постановлением СНК УССР «Об объявлении территории могилы Т. Г. Шевченко Государственным Заповедником» с целью охраны мемориала Т. Г. Шевченко.
В течение 1935—1937 годов было построено здание музея Т. Г. Шевченко.
Современный вид Шевченковский мемориал приобрёл летом 1939 года с установкой на могиле Кобзаря величественного бронзового памятника (скульптор Матвей Манизер, архитектор Евгений Левинсон) и сооружением литературно-мемориального музея (архитекторы Василий Кричевский и Пётр Костырко).
Музейный ансамбль дополнил гранитный комплекс восхождения (1977) и воспроизведённая в 1991 году «Тарасова светлица».
Постановлением Совета Министров УССР от 21 ноября 1989 года № 287 «О создании Шевченковского национального заповедника в Каневе» заповеднику присвоен статус национального, подтверждён Указом Президента Украины «О национальных заведениях культуры» от 11 октября 1994 года № 587/94.

## Современность
Заповедник отнесён к сфере управления Министерства культуры и туризма Украины. Управление осуществляет Государственная служба по вопросам национального культурного наследия.
Сейчас заповедник — широко известный в мире культурно-образовательный, научно-исследовательский и туристический центр, который изучает и популяризирует достояние украинского национального и мирового историко-культурного наследия, творчество Кобзаря, историю Тарасовой (Чернечей) горы, а также осуществляет на своей территории охрану памятников культуры от доисторических времён до современности, а также природного ландшафта.
Учитывая всю значимость Тарасовой (Чернечей) горы в формировании духовности нации, развития государственности и создания украинской культуры и с целью выполнить ряд решений Кабинета Министров Украины и Указов Президента, в 2000 году начали широкомасштабную программу развития Шевченковского национального заповедника, которая включает мероприятия по капитальному ремонту существующих музейных сооружений с максимальным приближением здания музея к первоначальному замыслу архитекторов Василия Кричевского и Петра Костырко, реконструкции подъездной дороги и инженерных коммуникаций, благоустройства территории нижнего парка. Эта работа была завершена в 2010 году под руководством архитектора Ларисы Скорик, причём имел место серьёзный отход от концепции В. Кричевского и П. Костирка.
Ежегодно музеи Шевченковского национального заповедника посещают более 100 тысяч туристов из Украины и зарубежных стран.
Генеральные директора заповедника:
- Лиховой, Игорь Дмитриевич (1989—2005)
- Пиняк, Марьян Владимирович (2005—2010)
- Ренькас, Игорь Александрович (2010—2011)
- Коломиец, Василий Васильевич (2011—н. в.)

## Музей Т. Г. Шевченко
Помещение музея Шевченко было построено в 1935—1937 годах по проекту Василия Кричевского, которого считают автором украинского архитектурного модерна. В течение 2003—2010 годов здание музея находилась на реконструкции. Главным проектировщиком был выбран «УкрНИИпроектреставрация». Работники института предложили воссоздать первоначальный облик здания в соответствии с проектом В. Кричевского. Согласно первоначальному замыслу, здание должно быть украшено украинскими орнаментами, выполненными в технике майолики. Планировалось восстановить первоначальное колористическое решение интерьера, которое нашли под поздними наслоениями. Работы были выполнены на 90 %, однако впоследствии автором нового проекта музея стала Лариса Скорик. Проект кардинально отличался от замысла «УкрНИИпроектреставрации» и был выполнен в модерновом стиле.
Отреставрированный музей получил неоднозначную оценку различных специалистов: от полного одобрения до жёсткой критики.
Обновлённый музей был торжественно открыт Президентом Украины Виктором Януковичем 23 августа 2010 года.
Музейная коллекция Заповедника насчитывает более 20 тысяч уникальных памятников, украшением которых являются мемориальные вещи и офорты Тараса Шевченко, редчайшие издания его произведений, высокохудожественные произведения украинских и зарубежных художников, шедевры народного художественного творчества, ценные архивные документы, фото- и киноматериалы, аудио- и видеозаписи знаменитых бандуристов и кобзарей.

## Научная работа
При заповеднике действует научная библиотека, фонды которой сформированы из тематического книгосборника в 23 тысячи экземпляров.
На базе заповедника организуются и проводятся общенациональные и региональные научные конференции с участием известных деятелей науки и культуры, международные фестивали, конкурсы.
Научные исследования специалистами заповедника проводятся не только по приоритетным научным темам, касающимися жизни, деятельности Т. Г. Шевченко, но и в других сферах науки: истории, языкознании, этнографии, фольклористики. По результатам исследований осуществлено немало изданий, в частности буклета «Тарасова світлиця», сборника воспоминаний «Святиня і голодомор», альбома «Свою Україну любіть…».

## Награды
- Орден Дружбы народов (9 сентября 1975 года) — за активную работу по коммунистическому воспитанию трудящихся, широкую пропаганду творческого наследия Т. Г. Шевченко[6].